# Wilhelm Koppers
Wilhelm Koppers SVD (* 8. Februar 1886 in Menzelen, Kreis Moers; † 23. Januar 1961 in Wien) war ein deutsch-österreichischer katholischer Ordenspriester und Ethnologe. Er gehörte den Steyler Missionaren (Societas Verbi Divini) an und war ein Vertreter der Wiener Schule der Kulturkreislehre. Von 1928 bis 1938 und von 1945 bis 1957 lehrte er als Professor für Völkerkunde an der Universität Wien. Er befasste sich vor allem mit Wirtschaftsethnologie und erforschte die Bhil in Zentralindien.

## Leben
Wilhelm Koppers trat mit 15 Jahren ins Missionshaus der Gesellschaft des Göttlichen Wortes (SVD) in Steyl bei Venlo (Niederlande) ein. Nach dem Abitur setzte er seine Ausbildung im Missionshaus St. Gabriel bei Mödling (Niederösterreich) fort und wurde 1911 zum Priester geweiht. Er hörte völkerkundliche Vorlesungen bei seinem Ordensbruder Pater Wilhelm Schmidt und studierte daneben  vergleichende Sprachwissenschaft (Indogermanistik mit Schwerpunkt bei der Indologie sowie Semitistik). Ab 1913 war Koppers ein enger Mitarbeiter Schmidts, er gehörte der Redaktion der Fachzeitschrift Anthropos an und bearbeitete wirtschaftsgeschichtlicher Fragen für eine von Schmidt herausgegebene  Gesamtdarstellung der Ethnologie. Mit einer Dissertation über „Die ethnologische Wirtschaftsforschung“ promovierte Koppers 1917 an der Universität Wien. 
1921/22 begleitete er Pater Martin Gusinde, SVD, auf einer Expedition zu den Yámana in Feuerland, deren mittlerweile ausgestorbene Sprache er auch lernte. Aufgrund seines Buchs über die „Feuerland-Indianer“ wurde er 1924 an der Universität Wien habilitiert und erhielt die Venia legendi für „Völkerkunde mit besonderer Berücksichtigung der Wirtschaftsgeschichte der Naturvölker“. Von 1924 bis 1932 fungierte er als Herausgeber der Zeitschrift Anthropos. 1928 wurde Koppers zum außerordentlichen Professor für Völkerkunde berufen und im Jahr darauf zum  Vorstand des neu gegründeten Instituts für Völkerkunde an der Universität Wien ernannt. 
1935 stieg er zum ordentlichen Professor auf. Er war ein Anhänger des österreichischen Ständestaats unter Kurt Schuschnigg und Gegner der Nationalsozialisten. Nach dem Anschluss Österreichs an das nationalsozialistische Deutsche Reich im März 1938 verlor er seine Anstellung, vermutlich aufgrund seiner vehementen Kritik an der von den Nationalsozialisten präferierten Vorstellung einer nordischen Herkunft der „indogermanischen Rasse“. Er sah vorderasiatische Elemente in der indogermanischen Religion, wie den Donnergott. Andere Elemente, wie das Kuhopfer (Ymir) entstammen seiner Meinung nach einem ackerbaulichen südlichen (kaukasisch-altorientalischen) Kulturkreis. Koppers folgte Otto Schrader in der Annahme einer Urheimat der Indogermanen nördlich des Schwarzen Meeres. Im Auftrag der Missionsgesellschaft und mit Förderung der Rockefeller Foundation unternahm er dann eine Forschungsreise nach Zentralindien, wo er die Bhil-Stämme erforschte. Von 1940 bis 1945 lebte Koppers in der Schweiz, wo er am von Wilhelm Schmidt geleiteten Anthropos-Institut in Posieux-Froideville (Kanton Freiburg) arbeitete. 
1945 kehrte er an die Universität Wien zurück, wo er bis zu seiner Emeritierung 1957 lehrte und darüber hinaus bis kurz vor seinem Tod am Institut für Völkerkunde arbeitete.

## Veröffentlichungen
- Unter Feuerland-Indianern: Eine Forschungsreise zu den südlichsten Bewohnern der Erde mit M. Gusinde. Strecker und Schröder, Stuttgart 1924.
- Die Indogermanenfrage im Lichte der historischen Völkerkunde. St. Gabriel/Mödling bei Wien 1935.
- (Hrsg.) Die Indogermanen- und Germanenfrage: Neue Wege zu ihrer Lösung. Verlag Anton Pustet, Salzburg 1936.
- Geheimnisse des Dschungels: Eine Forschungsreise zu den Primitivstämmen Zentral-Indiens 1938–39. J. Stocker, Luzern 1947; Inhaltsverzeichnis (PDF) ub.unibas.ch
- Die Bhil in Zentralindien. F. Berger, Horn / Wien 1948 (Thesen hinsichtlich des Ursprungs der Bhil wurden bestritten)[2][3].
- Der Urmensch und sein Weltbild. Herold, Wien 1949.